# 葉彥伯
葉彥伯（1963年—），台灣彰化縣田中鎮人，中華民國官員、醫師，現任彰化縣政府衛生局局長（2004年8月至今）、台灣篩檢學會理事長。曾在彰化縣內多起食物安全事件中被媒體稱為「食品安全英雄」。2020年，因主動要求嚴重特殊傳染性肺炎居家檢疫者在「無症狀」下前往醫院篩檢，被中央流行疫情指揮中心指違反標準作業流程而引發爭議。

## 經歷
葉彥伯於1981年自臺北市立建國高級中學畢業，後於1988年自陽明大學醫學系畢業後，隨即於1990年進入省立台北醫院擔任家庭醫學科住院醫師，期間意識到「社區導向基層醫療」(COPC)的重要性。1992年，赴彰化縣芳苑鄉衛生所擔任主任兼醫師一職。1996年，獲前局長許秀夫徵召，獲聘為彰化縣衛生局第一課課長，當時第一課主責傳染病防疫，衛生教育及中老年疾病等醫療工作，擔任課長期間，進修攻讀台大流行病學研究所，台大公衛學院副院長陳秀熙是葉彥伯的碩博士論文指導教授。1998年，參與腸病毒疫情調查。
921大地震後，轉赴台中縣衛生局擔任副局長，參與災後重建計畫，也因職責範圍擴大，有機會了解食品衛生稽查、藥品及醫政管理等業務。
2004年8月，接任彰化縣衛生局局長，歷經不同黨派縣長，為彰化縣政一級局處長歷經最長任期之局長。任內歷經塑化劑事件、黑心油事件等案，曾被媒體稱為「食安英雄」。
2020年4月起，彰化縣衛生局徵求無症狀但具有高風險者同意，在適當的保護措施與衛生局全程追蹤下，於居家檢疫期間自行前往各地醫院，經由醫師判斷同意後進行檢疫。當時衛生局長葉彥伯表示，進行篩檢都有依照相關程序依法處理；彰化縣長王惠美表示，要查「連我一起調查」，有事她負責。

## 爭議

### 彰化縣衛生局私下篩檢案
2020年，針對2019冠狀病毒病疫情之居家檢疫者隔離期間，由縣府主動徵求無症狀居家檢疫者同意後，由衛生局追蹤下自赴醫院檢疫。此舉遭中央流行疫情指揮中心指揮官陳時中質疑，彰化縣私下篩檢違反標準作業流程未進行通報，及可能涉及使用健保資源核報應自費案件而惹議。

### 任篩檢學會理事長遭到質疑
葉彥伯除了是彰化縣衛生局長，亦擔任台灣篩檢學會理事長，理監事名單主要由葉彥伯在台大公衛時期的指導教授陳秀熙的學生組成。學會的會址即設立在彰化縣衛生局之地址。因而遭民進黨立委林楚茵質疑，「彰化衛生局篩檢是為全民健康，還是另有目的。」對此葉彥伯則回應，「學會屬於學術性社團，重點是癌症篩檢的研究、教育推廣，和一些國際合作，與新冠肺炎防疫沒有關係」。彰化縣長王惠美也為葉彥伯發聲，她引用Yahoo奇摩「彰化縣私下篩檢案」80%支持率，認為「不要竹篙湊菜刀」（指張冠李戴），硬要侮蔑葉的人格。

### 篩檢學會設址於彰化縣衛生局
彰化縣衛生局長葉彥伯其另一個身分、台灣篩檢學會理事長會址設在彰化縣衛生局引發外界爭議。媒體依循學會地址尋找，發現竟與彰化縣衛生局地址雷同，但現場找不到台灣篩檢學會的招牌

## 榮譽
2012年，獲頒陽明大學第九屆傑出校友。